# تشارلي بيس
تشارلي بيس (بالإنجليزية: Charlie Pace)‏ هو أحد شخصيات المسلسل الأمريكي لوست الذي تم بثه على هيئة الإذاعة الأمريكية (بالإنجليزية: ABC)‏. يلعب دوره الممثل الإنكليزي دومينيك موناهان.

## الشخصية
المغني البريطاني السابق في فرقة (درايف شات)، مدمن للمخدرات. يساعده لوك في الإقلاع عن المخدرات، وهو مهتم كثيراً بالفتاة الأسترالية «كلير».
وفي محاولته لأنقاذ كلير واخراجها من الجزيرة هي وابنها آرون يموت وذلك في الموسم الثالث.